# Guldsparid
Guldsparid (Sparus aurata) även kallad guldbraxen, är en saltvattensfisk med utbredning i östra Atlanten från Brittiska öarna till Kap Verdeöarna samt i Medelhavet och i mindre utsträckning i Svarta Havet. Unga exemplar återfinns i områden med bräckt vatten, såsom flodmynningar, senare i grunda områden längs stränder sällan på större djup än 40 meter. Den uppehåller sig gärna över klippbottnar bland sjögräs och bottenvegetation. Guldspariden lever i huvudsak på animalisk föda, såsom kräftdjur, musslor och fisk men kan också äta vegetabilisk föda som alger. 

## Beskrivning

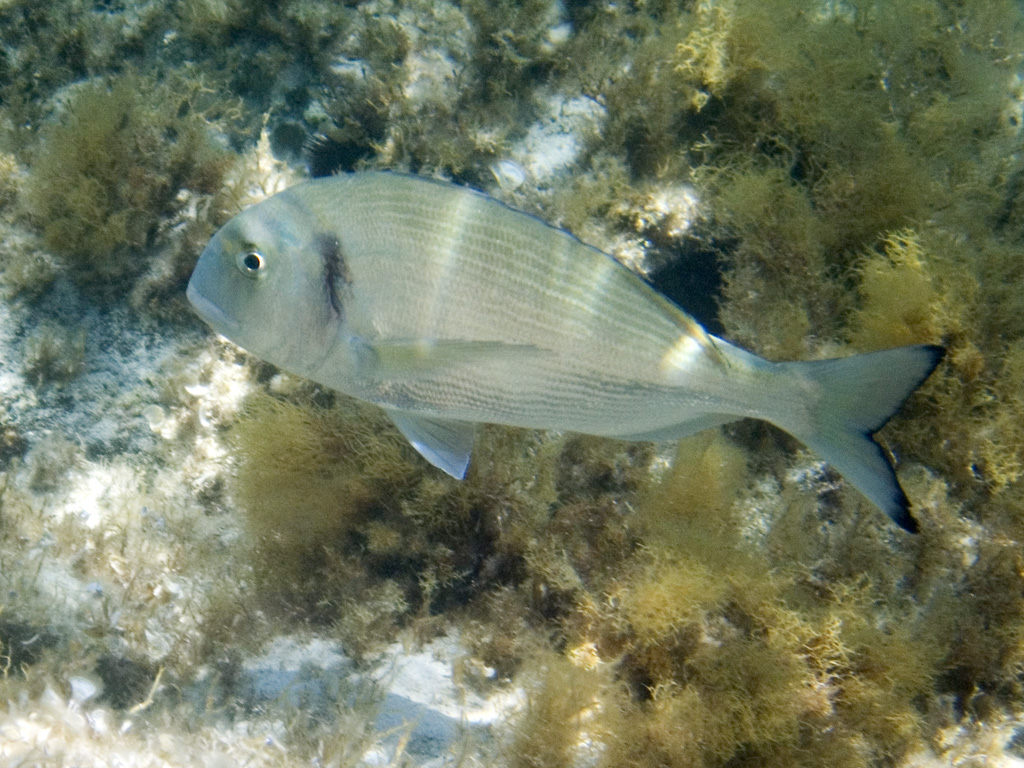
En guldsparid på "Spiaggia de La Pelosa" på Sardiniens nordvästra kust, Italien.

Guldspariden blir som längst cirka 60 centimeter lång med en största vikt på drygt ett kilogram. Den fisk som föds upp i fiskodlingar slaktas vid en vikt på cirka 500 gram. Fisken är tillplattad från sidan och mycket hög. Huvudet är stort och rundat. Den har en ryggfena och bukfenorna avslutas i spetsar. Gällocken har svarta fläckar, ryggen är grön med guldstick, sidor och buk i huvudsak silverfärgade. Namnet härleds av ett guldfärgat band mellan ögonen.

## Fortplantning
Fisken är hermafrodit, unga exemplar är hanar upp till cirka 2 års ålder eller cirka 600 grams vikt. Den växlar därefter till hona, som den förblir resten av sitt liv. De vuxna lever i små stim på djupare områden. När lektiden kommer under höst till vinter lämnar fiskarna stimmet för leken. De största fångsterna av viltfångad guldsparid fångas under årets tre sista månader, under den senare delen av lekperioden. Under leken lägger varje hona omkring en miljon ägg.

## Kommersiell betydelse
Guldsparid var svår att driva i kommersiell odling och först på 1990-talet lärde man sig att göra det så att det var kommersiellt lönsamt. Sedan dess har fångsten av vildfångad fisk minskat till cirka 3 000 ton på grund av utfiskning och förorening av fiskens livsmiljö. De största fiskodlingarna i Medelhavsområdet finns idag i Grekland med cirka 100 000 ton per år (2015R), följt av Turkiet, Italien, Spanien och Israel.